# Château de Panloy
Le château de Panloy est situé à Port-d'Envaux en Charente-Maritime. Le château appartient à la même famille depuis sa construction, il n'a jamais été vendu, de ce fait son intérieur et mobilier sont authentiques. Il est toujours habité par les descendants de la Maison de Grailly.

## Historique

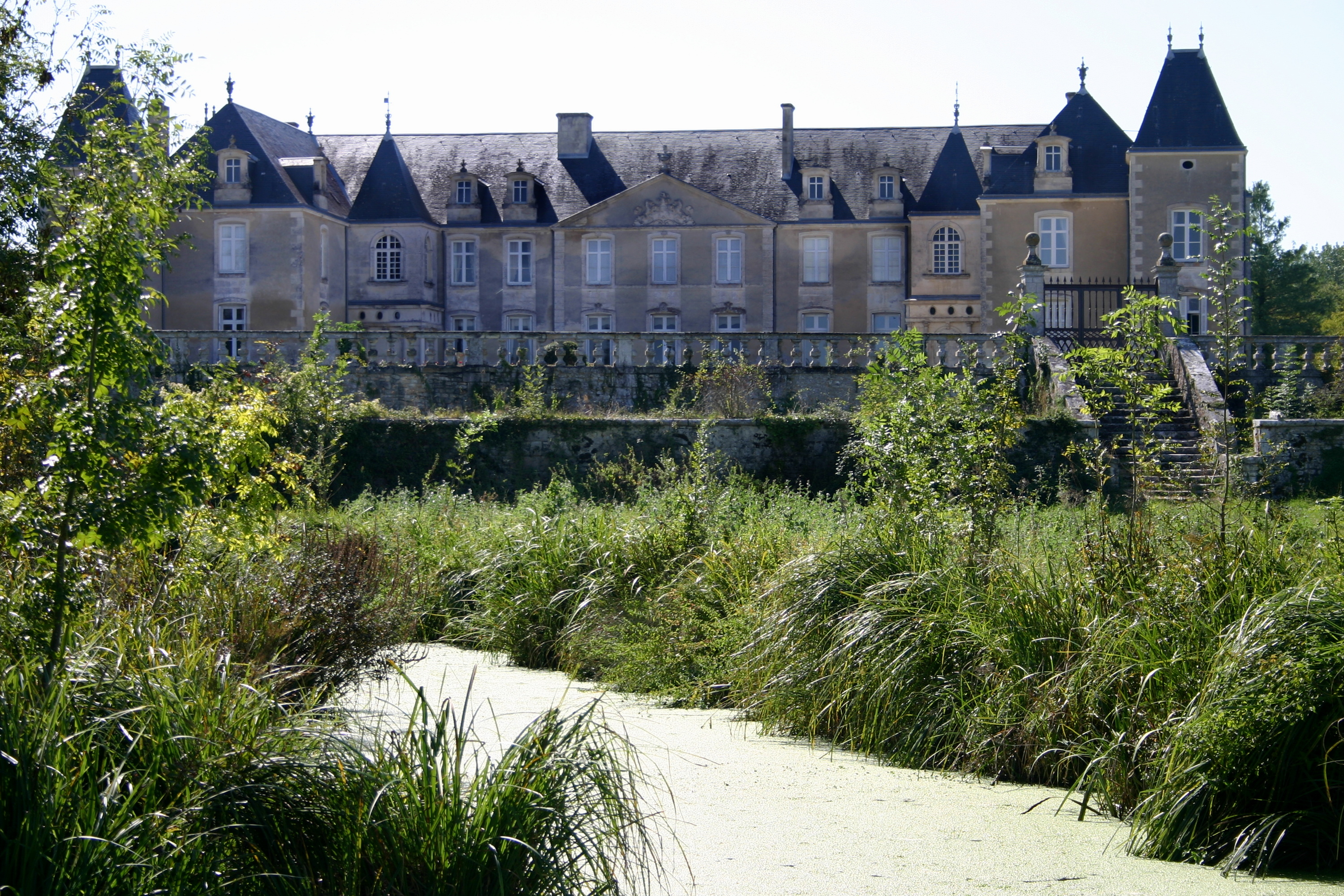
La façade nord du château de Panloy.

Guillaume de Ransanne(s) est connu comme le premier seigneur de Panloy et des traces écrites indiquent que par la suite, ce titre revint aux Moreau, qui devinrent seigneurs de Panloy du début du XVe siècle à 1680.
Saisie et vendue, la seigneurie change plusieurs fois de propriétaire, et le 8 juillet 1760 elle constitue la dot apportée par Marie Sarry, dame de la baronnie de la Chaume de Nancras et de Champagne, de la Tour et de Panloy, à Jacques Michel, baron de Saint-Dizant.
Il restaure la demeure en ne gardant qu'un seul pavillon d'entrée, datant de l'ancien château qui avait été construit durant la Renaissance. 
Leur fille Anne-Marie épouse en 1785 le marquis de Grailly, dont les descendants sont toujours propriétaires du château.
Durant la Révolution, la marquise, utilise comme d'autres aristocrates dont les biens, voire la vie, étaient menacés, la loi révolutionnaire du divorce, ce qui lui permet de conserver le domaine; quand son mari est amnistié durant le Consulat, il revient en 1802 et ils se remarient en 1806 ; depuis, le château reste dans la même famille avec le mobilier d'époque Louis XV.

## Architecture

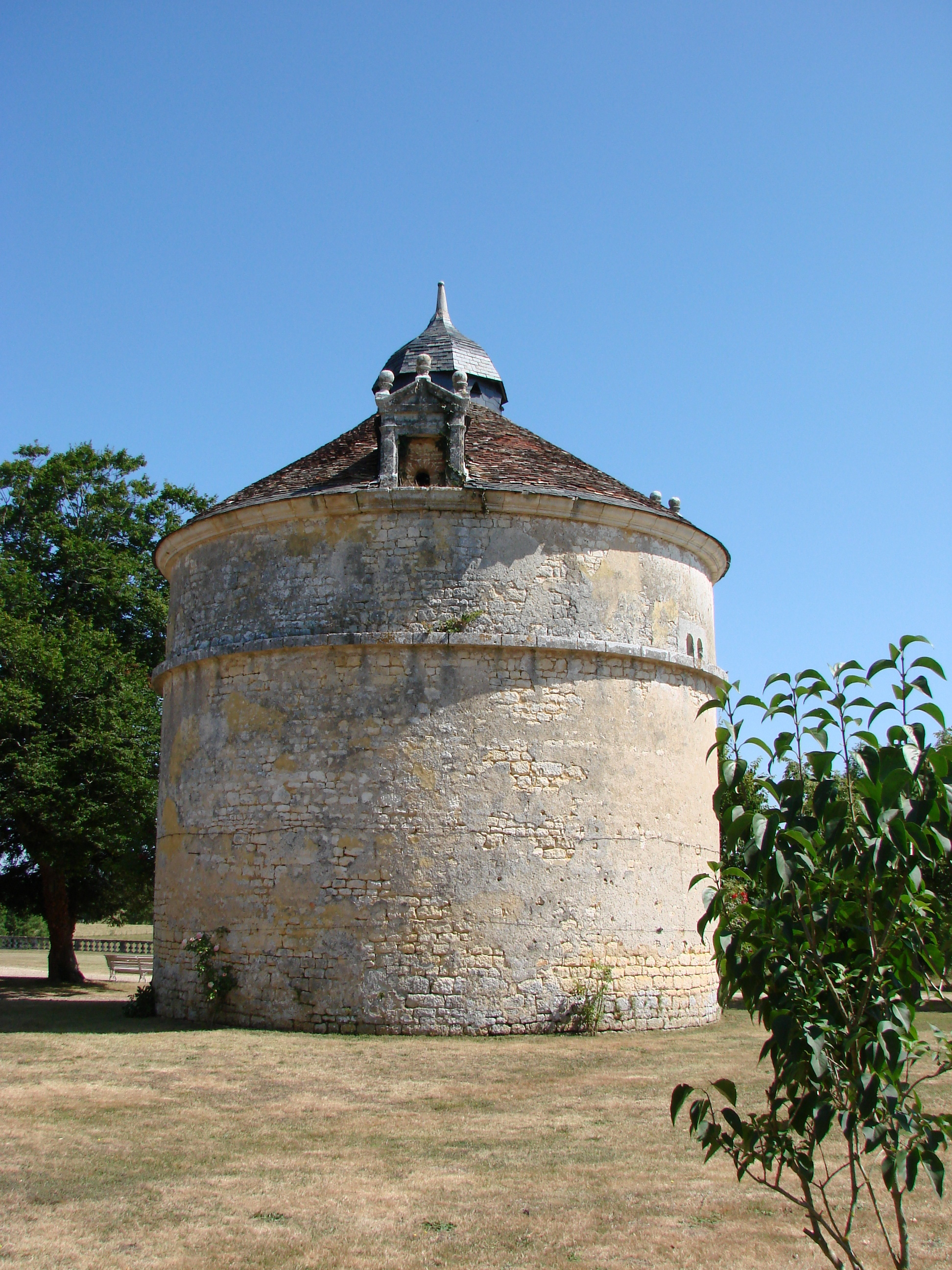
La fuie du château de Panloy.

Il a existé deux constructions sur le domaine : un vieux château datant de la Renaissance et un plus récent, construit au début du XVIIe siècle. 
Du premier, il ne reste que quelques éléments tel qu'une cave et un pavillon de style fin Renaissance qui fait face à un second pavillon, plus tardif, peut-être mi-XVIIIe, dont le style a été copié sur le premier. Les deux sont ornés de colonnettes, chapiteaux, caissons sculptés de fleurs, de lions, de masque.
Le château actuel, restauré entre 1770 et 1772 par le baron de Saint-Dizant, est en forme de U. Il présente une façade tournée vers la Charente et centrée par une avancée à fronton triangulaire sculpté des armoiries familiales. Celles-ci ont été ajoutées lors des importants travaux d'agrandissement et d'embellissement entrepris vers 1870 par le marquis Gaston de Grailly, qui séjournait au château après avoir passé l'hiver dans son hôtel de la rue Saint-Hilaire à Poitiers.
Les deux ailes sont composées quatre pavillons hauts.
Les toitures couvertes d'ardoises sont percées de lucarnes à fronton sculpté ajoutées en 1877, époque où le toit originel à combles dits brisés ou « à la Mansard » (constitué de tuiles et d'ardoises) a été supprimé et refait plus haut, suivant la mode du XIXe siècle.
La longue terrasse à balustrade de pierre domine la Charente.
Le pigeonnier du château est quant à lui complet et le mieux conservé du département : il s'agit d'une fuie cylindrique de 3 000 boulins, à toiture surmontée d'un lanternon, signé du maître-maçon et daté de 1620. Au vu de sa taille et de la législation alors en vigueur, il est révélateur d'un domaine s'étendant sur plus de 1 000 arpents, soit un tiers d'hectare (33 ares) ou un « journal » en Saintonge.
Après une première protection partielle en 1983, l'ensemble du domaine est inscrit Monument historique en 2021.

## Parc et jardins
Le parc, dessiné au XVIIIe siècle a été réaménagé au XIXe siècle, il est inscrit au pré-inventaire des Jardins Remarquables.
L'allée principale a été tracée au XVIIIe siècle. Il existe une charmille. Près du fleuve, un ancien jardin divisé en six carrés était entouré de viviers.
Les écuries édifiées vers 1870, de dimensions impressionnantes, montrent bien la fonction première du château : demeure estivale et de chasse ; les boxes conservés portent le nom des chevaux et une grande salle attenante servait à ranger les voitures hippomobiles. Ces écuries servent aujourd'hui pour les pensions équestres au château.

## Visites
Visites guidées des différentes pièces du château : salons, salle à manger, galerie de chasse, chambre et combles.
Toutes les pièces sont meublées avec du mobilier d'époque et d'origine ; les visiteurs peuvent découvrir des objets insolites, témoins de la vie d'autrefois, notamment une chaise à porteurs du XVIIIe siècle avec ses deux bâtons, une baignoire en métal et piètement en bois à roulettes d'époque Louis XV, une rare cafetière du début du XIXe encore en état de marche, ou encore une trompette de calèche qui servait à signaler l'arrivée d'un équipage. La galerie compte 150 trophées de chasse.
Visite des extérieurs : visite libre des écuries, pigeonnier, chapelle, buanderie, boulangerie et jardins.

## Personnalités liées au château
- le marquis Gaston de Grailly
- Isabelle Allard (1944), créatrice de mode